# Lista de clubes campeões internacionais de futebol
Esta é uma lista de clubes campeões internacionais de futebol, que considera apenas os títulos internacionais oficiais de competições de clubes organizadas oficialmente pela federação mundial FIFA e pelas confederações continentais (AFC, CAF, CONCACAF, CONMEBOL, UEFA e OFC), além das competições reconhecidas pelos seus Comitês Executivos e a Conselhos.
Além de oficial e profissional, a competição para ser listada também precisa ter como característica a independência. Ou seja, não ser uma fase anexa em uma outra competição maior.

## Competições

### Mundiais
- Mundial de Clubes FIFA
- Copa Intercontinental da FIFA
- Copa do Mundo de Clubes da FIFA
- Copa Intercontinental (CONMEBOL e UEFA; reconhecida mundial pela FIFA)[5][nota 2]

### Intercontinentais
- Copa Rio Internacional (CBD, com a autorização e acompanhamento da FIFA) †[nota 1]
- Torneio Octogonal Rivadávia Corrêa Meyer (CBD, com a autorização e acompanhamento da FIFA) †[nota 1]
- Recopa dos Campeões Intercontinentais (edição de 1968) (CONMEBOL e UEFA) †
- Copa Interamericana (CONCACAF e CONMEBOL) †[7]
- Campeonato Afro-Asiático (AFC e CAF) †
- Copa Ibero-Americana (CONMEBOL e RFEF) †
- Levain Cup-Sudamericana Final (CONMEBOL e JFA) †

### Continentais
Europa (UEFA)
- Liga dos Campeões da UEFA[9]
- Liga Europa (Inclui a Copa da UEFA)[10]
- Liga Conferência
- Supercopa Europeia[11]
- Taça das Taças †
- Copa Intertoto †

América do Sul (CONMEBOL)
- Copa Libertadores da América[12]
- Copa Sul-Americana[13]
- Recopa Sul-Americana[14]
- Campeonato Sul-Americano de Campeões (reconhecido pela CONMEBOL) †[nota 1][15][16][17][18][19][20][21]
- Recopa Sul-Americana de Clubes †[22][23]
- Recopa dos Campeões Intercontinentais (edição de 1969) †
- Supercopa Libertadores †[24]
- Copa Master da Supercopa †
- Copa Conmebol †
- Copa de Ouro Nicolás Leoz †
- Copa Master da Conmebol †
- Copa Mercosul †[nota 3][25]
- Copa Merconorte †[26][nota 3]

América do Norte, Central e Caribe (CONCACAF)
- Copa dos Campeões da CONCACAF (Inclui a Liga dos Campeões da CONCACAF)[27]
- Copa das Ligas[nota 3]
- Copa Centro-Americana[nota 3]
- Copa do Caribe da CONCACAF[nota 3]
- Caribbean Club Shield[nota 3]
- Recopa da CONCACAF †
- Copa Gigantes da CONCACAF †[28]
- Liga da CONCACAF †[nota 3]

África (CAF)[carece de fontes?]
- Liga dos Campeões da CAF (Inclui a Copa Africana dos Campeões)[29]
- Copa das Confederações da CAF[30]
- Liga Africana
- Recopa Africana †
- Copa da CAF †
- Supercopa Africana[31]

Ásia (AFC)
- AFC Champions League Elite[32]
- AFC Champions League Two[33]
- AFC Challenge League
- Recopa Asiática †
- Supercopa Asiática †

Oceania (OFC)
- Liga dos Campeões da OFC (inclui a Copa dos Campeões da Oceania)[34]
- Recopa da Oceania †

† = competições extintas ou atualmente descontinuadas.

## Ranking de clubes com mais títulos
Atualizado em 13 de agosto de 2025.
| Pos  | Clube                    | Títulos | Mundiais                                                                                  | Intercontinentais                                     | Continentais |
| 1º   | Real Madrid              | 33      | 5 Copa do Mundo de Clubes da FIFA 1 Copa Intercontinental da FIFA 3 Copa Intercontinental | 1 Copa Ibero-Americana                                | 15 Liga dos Campeões da UEFA 2 Liga Europa 6 Supercopa Europeia                                                                                            |
| 2º   | Al-Ahly                  | 26      | -                                                                                         | 1 Campeonato Afro-Asiático de Clubes                  | 12 Liga dos Campeões da CAF 1 Copa das Confederações da CAF 4 Recopa Africana 8 Supercopa Africana                                                         |
| 3º   | Boca Juniors             | 18      | 3 Copa Intercontinental                                                                   | -                                                     | 6 Copa Libertadores da América 2 Copa Sul-Americana 1 Supercopa Libertadores 4 Recopa Sul-Americana 1 Copa Master da Supercopa 1 Copa de Ouro Nicolás Leoz |
| 3º   | Independiente            | 18      | 2 Copa Intercontinental                                                                   | 3 Copa Interamericana 1 Levain Cup-Sudamericana Final | 7 Copa Libertadores da América 2 Copa Sul-Americana 2 Supercopa Libertadores 1 Recopa Sul-Americana                                                        |
| 3º   | Milan                    | 18      | 1 Copa do Mundo de Clubes da FIFA 3 Copa Intercontinental                                 | -                                                     | 7 Liga dos Campeões da UEFA 2 Taça das Taças 5 Supercopa Europeia                                                                                          |
| 6º   | Barcelona                | 17      | 3 Copa do Mundo de Clubes da FIFA                                                         | -                                                     | 5 Liga dos Campeões da UEFA 4 Taça das Taças 5 Supercopa Europeia                                                                                          |
| 7º   | Zamalek                  | 15      | -                                                                                         | 2 Campeonato Afro-Asiático                            | 5 Liga dos Campeões da CAF 2 Copa das Confederações da CAF 1 Recopa Africana 5 Supercopa Africana                                                          |
| 8º   | Bayern de Munique        | 14      | 2 Copa do Mundo de Clubes da FIFA 2 Copa Intercontinental                                 | -                                                     | 6 Liga dos Campeões da UEFA 1 Liga Europa 1 Taça das Taças 2 Supercopa Europeia                                                                            |
| 8º   | Liverpool                | 14      | 1 Copa do Mundo de Clubes da FIFA                                                         | -                                                     | 6 Liga dos Campeões da UEFA 3 Liga Europa 4 Supercopa Europeia                                                                                             |
| 10º  | Auckland City            | 13      | -                                                                                         | -                                                     | 13 Liga dos Campeões da OFC |
| 11º  | River Plate              | 12      | 1 Copa Intercontinental                                                                   | 1 Copa Interamericana 1 Levain Cup-Sudamericana Final | 4 Copa Libertadores da América 1 Copa Sul-Americana 1 Supercopa Libertadores 3 Recopa Sul-Americana                                                        |
| 11º  | São Paulo                | 12      | 1 Copa do Mundo de Clubes da FIFA 2 Copa Intercontinental                                 | -                                                     | 3 Copa Libertadores da América 1 Copa Sul-Americana 1 Supercopa Libertadores 1 Copa Conmebol 2 Recopa Sul-Americana 1 Copa Master da Conmebol              |
| 13º  | Juventus                 | 11      | 2 Copa Intercontinental                                                                   | -                                                     | 2 Liga dos Campeões da UEFA 3 Liga Europa 1 Taça das Taças 1 Copa Intertoto 2 Supercopa Europeia                                                           |
| 13º  | Chelsea                  | 11      | 1 Mundial de Clubes FIFA 1 Copa do Mundo de Clubes da FIFA                                | -                                                     | 2 Liga dos Campeões da UEFA 2 Liga Europa 1 Liga Conferência 2 Taça das Taças 2 Supercopa Europeia                                                         |
| 13º  | Mazembe                  | 11      | -                                                                                         | -                                                     | 5 Liga dos Campeões da CAF 2 Copa das Confederações da CAF 1 Recopa Africana 3 Supercopa Africana                                                          |
| 16º  | América                  | 10      | -                                                                                         | 2 Copa Interamericana                                 | 7 Liga dos Campeões da CONCACAF 1 Copa Gigantes da CONCACAF                                                                                                |
| 16º  | Ajax                     | 10      | 2 Copa Intercontinental                                                                   | -                                                     | 4 Liga dos Campeões da UEFA 1 Liga Europa 1 Taça das Taças 2 Supercopa Europeia                                                                            |
| 18º  | Internazionale           | 9       | 1 Copa do Mundo de Clubes da FIFA 2 Copa Intercontinental                                 | -                                                     | 3 Liga dos Campeões da UEFA 3 Liga Europa |
| 18º  | Raja Casablanca          | 9       | -                                                                                         | 1 Campeonato Afro-Asiático                            | 3 Liga dos Campeões da CAF 2 Copa das Confederações da CAF 1 Copa da CAF 2 Supercopa Africana                                                              |
| 18º  | Étoile du Sahel          | 9       | -                                                                                         | -                                                     | 1 Liga dos Campeões da CAF 2 Copa das Confederações da CAF 2 Recopa Africana 2 Copa da CAF 2 Supercopa Africana                                            |
| 18º  | Nacional                 | 9       | 3 Copa Intercontinental                                                                   | 2 Copa Interamericana                                 | 3 Copa Libertadores da América 1 Recopa Sul-Americana |
| 18º  | Peñarol                  | 9       | 3 Copa Intercontinental                                                                   | 1 Recopa dos Campeões Intercontinentais               | 5 Copa Libertadores da América |
| 23º  | Al-Hilal                 | 8       | -                                                                                         | -                                                     | 4 Liga dos Campeões da AFC 2 Recopa Asiática 2 Supercopa Asiática                                                                                          |
| 23º  | Santos                   | 8       | 2 Copa Intercontinental                                                                   | 1 Recopa dos Campeões Intercontinentais               | 3 Copa Libertadores da América 1 Copa Conmebol 1 Recopa Sul-Americana                                                                                      |
| 23º  | Atlético de Madrid       | 8       | 1 Copa Intercontinental                                                                   | -                                                     | 3 Liga Europa 1 Taça das Taças 3 Supercopa Europeia |
| 23º  | Sevilla                  | 8       | -                                                                                         | -                                                     | 7 Liga Europa 1 Supercopa Europeia |
| 23º  | Manchester United        | 8       | 1 Copa do Mundo de Clubes da FIFA 1 Copa Intercontinental                                 | -                                                     | 3 Liga dos Campeões da UEFA 1 Liga Europa 1 Taça das Taças 1 Supercopa Europeia                                                                            |
| 23º  | Cruz Azul                | 8       | -                                                                                         | -                                                     | 7 Liga dos Campeões da CONCACAF 1 Copa das Ligas |
| 23º  | Olimpia                  | 8       | 1 Copa Intercontinental                                                                   | 1 Copa Interamericana                                 | 3 Copa Libertadores da América 2 Recopa Sul-Americana 1 Supercopa Libertadores                                                                             |
| 23º  | Espérance de Tunis       | 8       | -                                                                                         | 1 Campeonato Afro-Asiático                            | 4 Liga dos Campeões da CAF 1 Copa da CAF 1 Recopa Africana 1 Supercopa Africana                                                                            |
| 31º  | Cruzeiro                 | 7       | -                                                                                         | -                                                     | 2 Copa Libertadores da América 2 Supercopa Libertadores 1 Recopa Sul-Americana 1 Copa Master da Supercopa 1 Copa de Ouro Nicolás Leoz                      |
| 31º  | Flamengo                 | 7       | 1 Copa Intercontinental                                                                   | -                                                     | 3 Copa Libertadores da América 1 Copa Mercosul 1 Copa de Ouro Nicolás Leoz 1 Recopa Sul-Americana                                                          |
| 31º  | Internacional            | 7       | 1 Copa do Mundo de Clubes da FIFA                                                         | 1 Levain Cup-Sudamericana Final                       | 2 Copa Libertadores da América 1 Copa Sul-Americana 2 Recopa Sul-Americana                                                                                 |
| 31º  | Atlético Nacional        | 7       | -                                                                                         | 2 Copa Interamericana                                 | 2 Copa Libertadores da América 2 Copa Merconorte 1 Recopa Sul-Americana                                                                                    |
| 31º  | Pachuca                  | 7       | -                                                                                         |                                                       | 6 Liga dos Campeões da CONCACAF 1 Copa Sul-Americana |
| 31º  | Porto                    | 7       | 2 Copa Intercontinental                                                                   | -                                                     | 2 Liga dos Campeões da UEFA 2 Liga Europa 1 Supercopa Europeia                                                                                             |
| 37º  | Jeunesse de Kabylie      | 6       | -                                                                                         | -                                                     | 2 Liga dos Campeões da CAF 3 Copa da CAF 1 Recopa Africana                                                                                                 |
| 37º  | Estudiantes              | 6       | 1 Copa Intercontinental                                                                   | 1 Copa Interamericana                                 | 4 Copa Libertadores da América |
| 37º  | Grêmio FBPA              | 6       | 1 Copa Intercontinental                                                                   | -                                                     | 3 Copa Libertadores da América 2 Recopa Sul-Americana |
| 37º  | Palmeiras                | 6       | -                                                                                         | 1 Copa Rio Internacional                              | 3 Copa Libertadores da América 1 Copa Mercosul 1 Recopa Sul-Americana                                                                                      |
| 37º  | Wydad Casablanca         | 6       | -                                                                                         | 1 Campeonato Afro-Asiático                            | 3 Liga dos Campeões da CAF 1 Recopa Africana 1 Supercopa Africana                                                                                          |
| 37º  | Monterrey                | 6       | -                                                                                         | -                                                     | 5 Liga dos Campeões da CONCACAF 1 Recopa da CONCACAF |
| 43º  | Racing                   | 5       | 1 Copa Intercontinental                                                                   | -                                                     | 1 Copa Libertadores da América 1 Copa Sul-Americana 1 Supercopa Libertadores 1 Recopa Sul-Americana                                                        |
| 43º  | Vélez Sársfield          | 5       | 1 Copa Intercontinental                                                                   | 1 Copa Interamericana                                 | 1 Copa Libertadores da América 1 Supercopa Libertadores 1 Recopa Sul-Americana                                                                             |
| 43º  | Anderlecht               | 5       | -                                                                                         | -                                                     | 1 Liga Europa 2 Taça das Taças 2 Supercopa Europeia |
| 43º  | Alajuelense              | 5       | -                                                                                         | -                                                     | 2 Liga dos Campeões da CONCACAF 1 Liga da CONCACAF 2 Copa Centro-Americana                                                                                 |
| 43º  | LDU                      | 5       | -                                                                                         | -                                                     | 1 Copa Libertadores da América 2 Copa Sul-Americana 2 Recopa Sul-Americana                                                                                 |
| 43º  | Valencia                 | 5       | -                                                                                         | -                                                     | 1 Liga Europa 1 Taça das Taças 2 Supercopa Europeia 1 Copa Intertoto                                                                                       |
| 49º  | Hamburgo                 | 4       | -                                                                                         | -                                                     | 1 Liga dos Campeões da UEFA 1 Taça das Taças 2 Copa Intertoto                                                                                              |
| 49º  | Paris Saint-Germain      | 4       | -                                                                                         | -                                                     | 1 Liga dos Campeões da UEFA 1 Taça das Taças 1 Copa Intertoto 1 Supercopa Europeia                                                                         |
| 49º  | ES Sétif                 | 4       | -                                                                                         | 1 Campeonato Afro-Asiático                            | 2 Liga dos Campeões da CAF 1 Supercopa Africana |
| 49º  | Atlético Mineiro         | 4       | -                                                                                         | -                                                     | 1 Copa Libertadores da América 2 Copa Conmebol 1 Recopa Sul-Americana                                                                                      |
| 49º  | Corinthians              | 4       | 2 Copa do Mundo de Clubes da FIFA                                                         | -                                                     | 1 Copa Libertadores da América 1 Recopa Sul-Americana |
| 49º  | Vasco da Gama            | 4       | -                                                                                         | 1 Torneio Octogonal Rivadávia Corrêa Meyer            | 1 Copa Libertadores da América 1 Campeonato Sul-Americano de Campeões 1 Copa Mercosul                                                                      |
| 49º  | Canon Yaoundé            | 4       | -                                                                                         | -                                                     | 3 Liga dos Campeões da CAF 1 Recopa Africana |
| 49º  | Samsung Bluewings        | 4       | -                                                                                         | -                                                     | 2 Liga dos Campeões da AFC 2 Supercopa Asiática |
| 49º  | Seongnam Ilhwa Chunma    | 4       | -                                                                                         | 1 Campeonato Afro-Asiático                            | 2 Liga dos Campeões da AFC 1 Supercopa Asiática |
| 49º  | Saprissa                 | 4       | -                                                                                         | -                                                     | 3 Liga dos Campeões da CONCACAF 1 Liga da CONCACAF |
| 49º  | Olímpia                  | 4       | -                                                                                         | -                                                     | 2 Liga dos Campeões da CONCACAF 2 Liga da CONCACAF |
| 49º  | Manchester City          | 4       | 1 Copa do Mundo de Clubes da FIFA                                                         | -                                                     | 1 Liga dos Campeões da UEFA 1 Taça das Taças 1 Supercopa Europeia                                                                                          |
| 49º  | Tottenham Hotspur        | 4       | -                                                                                         | -                                                     | 3 Liga Europa 1 Taça das Taças |
| 49º  | Parma                    | 4       | -                                                                                         | -                                                     | 2 Liga Europa 1 Taça das Taças 1 Supercopa Europeia |
| 49º  | Urawa Red Diamonds       | 4       | -                                                                                         | 1 Levain Cup-Sudamericana Final                       | 3 Liga dos Campeões da AFC |
| 49º  | Berkane                  | 4       | -                                                                                         | -                                                     | 3 Copa das Confederações da CAF 1 Supercopa Africana |
| 49º  | Pumas UNAM               | 4       | -                                                                                         | 1 Copa Interamericana                                 | 3 Liga dos Campeões da CONCACAF |
| 49º  | Enyimba                  | 4       | -                                                                                         | -                                                     | 2 Liga dos Campeões da CAF 2 Supercopa Africana |
| 49º  | Feyenoord                | 4       | 1 Copa Intercontinental                                                                   | -                                                     | 1 Liga dos Campeões da UEFA 2 Liga Europa |
| 49º  | Sfaxien                  | 4       | -                                                                                         | -                                                     | 3 Copa das Confederações da CAF 1 Copa da CAF |
| 68º  | Mamelodi Sundowns        | 3       | -                                                                                         | -                                                     | 1 Liga dos Campeões da CAF 1 Liga Africana 1 Supercopa Africana                                                                                            |
| 68º  | Borussia Dortmund        | 3       | 1 Copa Intercontinental                                                                   | -                                                     | 1 Liga dos Campeões da UEFA 1 Taça das Taças |
| 68º  | Schalke 04               | 3       | -                                                                                         | -                                                     | 1 Liga Europa 2 Copa Intertoto |
| 68º  | Al-Ittihad               | 3       | -                                                                                         | -                                                     | 2 Liga dos Campeões da AFC 1 Recopa Asiática |
| 68º  | San Lorenzo              | 3       | -                                                                                         | -                                                     | 1 Copa Libertadores da América 1 Copa Sul-Americana 1 Copa Mercosul                                                                                        |
| 68º  | Athletico Paranaense     | 3       | -                                                                                         | 1 Levain Cup-Sudamericana Final                       | 2 Copa Sul-Americana |
| 68º  | Fluminense               | 3       | -                                                                                         | 1 Copa Rio Internacional                              | 1 Copa Libertadores da América 1 Recopa Sul-Americana |
| 68º  | Colo-Colo                | 3       | -                                                                                         | 1 Copa Interamericana                                 | 1 Copa Libertadores da América 1 Recopa Sul-Americana |
| 68º  | Pohang Steelers          | 3       | -                                                                                         | -                                                     | 3 Liga dos Campeões da AFC |
| 68º  | África Sports            | 3       | -                                                                                         | -                                                     | 2 Recopa Africana 1 Supercopa Africana |
| 68º  | Al-Mokawloon             | 3       | -                                                                                         | -                                                     | 3 Recopa Africana |
| 68º  | Independiente del Valle  | 3       | -                                                                                         | -                                                     | 2 Copa Sul-Americana 1 Recopa Sul-Americana |
| 68º  | Villarreal               | 3       | -                                                                                         | -                                                     | 1 Liga Europa 2 Copa Intertoto |
| 68º  | Hearts of Oak            | 3       | -                                                                                         | -                                                     | 1 Liga dos Campeões da CAF 1 Copa das Confederações da CAF 1 Supercopa Africana                                                                            |
| 68º  | Hafia FC                 | 3       | -                                                                                         | -                                                     | 3 Liga dos Campeões da CAF |
| 68º  | Aston Villa              | 3       | -                                                                                         | -                                                     | 1 Liga dos Campeões da UEFA 1 Supercopa Europeia 1 Copa Intertoto                                                                                          |
| 68º  | Nottingham Forest        | 3       | -                                                                                         | -                                                     | 2 Liga dos Campeões da UEFA 1 Supercopa Europeia |
| 68º  | West Ham United          | 3       | -                                                                                         | -                                                     | 1 Liga Conferência 1 Taça das Taças 1 Copa Intertoto |
| 68º  | Al-Quwa Al-Jawiya        | 3       | -                                                                                         | -                                                     | 3 Copa da AFC |
| 68º  | Kashima Antlers          | 3       | -                                                                                         | 2 Levain Cup-Sudamericana Final                       | 1 Liga dos Campeões da AFC |
| 68º  | Jubilo Iwata             | 3       | -                                                                                         | 1 Levain Cup-Sudamericana Final                       | 1 Liga dos Campeões da AFC 1 Supercopa Asiática |
| 68º  | Kuwait SC                | 3       | -                                                                                         | -                                                     | 3 Copa da AFC |
| 68º  | Robinhood                | 3       | -                                                                                         | -                                                     | 1 Copa Caribenha 2 Taça Caribenha |
| 68º  | Thai Farmers Bank        | 3       | -                                                                                         | 1 Campeonato Afro-Asiático                            | 2 Liga dos Campeões da AFC |
| 68º  | Regar-TadAZ              | 3       | -                                                                                         | -                                                     | 3 AFC Challenge League |
| 68º  | Dínamo de Kiev           | 3       | -                                                                                         | -                                                     | 2 Taça das Taças 1 Supercopa Europeia |
| 95º  | Orlando Pirates          | 2       | -                                                                                         | -                                                     | 1 Liga dos Campeões da CAF 1 Supercopa Africana |
| 95º  | Borussia Mönchengladbach | 2       | -                                                                                         | -                                                     | 2 Liga Europa |
| 95º  | Eintracht Frankfurt      | 2       | -                                                                                         | -                                                     | 2 Liga Europa |
| 95º  | Stuttgart                | 2       | -                                                                                         | -                                                     | 2 Copa Intertoto |
| 95º  | Werder Bremen            | 2       | -                                                                                         | -                                                     | 1 Taça das Taças 1 Copa Intertoto |
| 95º  | Al Nassr                 | 2       | -                                                                                         | -                                                     | 1 Recopa Asiática 1 Supercopa Asiática |
| 95º  | USM Alger                | 2       | -                                                                                         | -                                                     | 1 Copa das Confederações da CAF 1 Supercopa Africana |
| 95º  | Argentinos Juniors       | 2       | -                                                                                         | 1 Copa Interamericana                                 | 1 Copa Libertadores da América |
| 95º  | Arsenal de Sarandí       | 2       | -                                                                                         | 1 Levain Cup-Sudamericana Final                       | 1 Copa Sul-Americana |
| 95º  | Defensa y Justicia       | 2       | -                                                                                         | -                                                     | 1 Copa Sul-Americana 1 Recopa Sul-Americana |
| 95º  | Lanús                    | 2       | -                                                                                         | -                                                     | 1 Copa Sul-Americana 1 Copa Conmebol |
| 95º  | Al-Muharraq              | 2       | -                                                                                         | -                                                     | 2 Copa da AFC |
| 95º  | Mechelen                 | 2       | -                                                                                         | -                                                     | 1 Taça das Taças 1 Supercopa Europeia |
| 95º  | Botafogo                 | 2       | -                                                                                         | -                                                     | 1 Copa Libertadores da América 1 Copa Conmebol |
| 95º  | Union Douala             | 2       | -                                                                                         | -                                                     | 1 Liga dos Campeões da CAF 1 Recopa Africana |
| 95º  | Al-Sadd                  | 2       | -                                                                                         | -                                                     | 2 Liga dos Campeões da AFC |
| 95º  | Guangzhou Evergrande     | 2       | -                                                                                         | -                                                     | 2 Liga dos Campeões da AFC |
| 95º  | Independiente Santa Fe   | 2       | -                                                                                         | 1 Levain Cup-Sudamericana Final                       | 1 Copa Sul-Americana |
| 95º  | Busan I'Park             | 2       | -                                                                                         | 1 Campeonato Afro-Asiático                            | 1 Liga dos Campeões da AFC |
| 95º  | Jeonbuk Hyundai          | 2       | -                                                                                         | -                                                     | 2 Liga dos Campeões da AFC |
| 95º  | Ulsan Hyundai            | 2       | -                                                                                         | -                                                     | 2 Liga dos Campeões da AFC |
| 95º  | Mimosas                  | 2       | -                                                                                         | -                                                     | 1 Liga dos Campeões da CAF 1 Supercopa Africana |
| 95º  | Al Ain                   | 2       | -                                                                                         | -                                                     | 2 Liga dos Campeões da AFC |
| 95º  | Aberdeen                 | 2       | -                                                                                         | -                                                     | 1 Taça das Taças 1 Supercopa Europeia |
| 95º  | D.C. United              | 2       | -                                                                                         | 1 Copa Interamericana                                 | 1 Liga dos Campeões da CONCACAF |
| 95º  | Olympique de Marseille   | 2       | -                                                                                         | -                                                     | 1 Liga dos Campeões da UEFA 1 Copa Intertoto |
| 95º  | Asante Kotoko            | 2       | -                                                                                         | -                                                     | 2 Liga dos Campeões da CAF |
| 95º  | Comunicaciones           | 2       | -                                                                                         | -                                                     | 1 Liga dos Campeões da CONCACAF 1 Liga da CONCACAF |
| 95º  | Esteghlal FC             | 2       | -                                                                                         | -                                                     | 2 Liga dos Campeões da AFC |
| 95º  | Maccabi Tel Aviv FC      | 2       | -                                                                                         | -                                                     | 2 Liga dos Campeões da AFC |
| 95º  | Lazio                    | 2       | -                                                                                         | -                                                     | 1 Taça das Taças 1 Supercopa Europeia |
| 95º  | Yokohama Flügels         | 2       | -                                                                                         | -                                                     | 1 Recopa Asiática 1 Supercopa Asiática |
| 95º  | Yokohama Marinos         | 2       | -                                                                                         | -                                                     | 2 Recopa Asiática |
| 95º  | Al-Faisaly               | 2       | -                                                                                         | -                                                     | 2 Copa da AFC |
| 95º  | FAR Rabat                | 2       | -                                                                                         | -                                                     | 1 Liga dos Campeões da CAF 1 Copa das Confederações da CAF                                                                                                 |
| 95º  | Maghreb Fez              | 2       | -                                                                                         | -                                                     | 1 Copa das Confederações da CAF 1 Supercopa Africana |
| 95º  | Atlante                  | 2       | -                                                                                         | -                                                     | 2 Liga dos Campeões da CONCACAF |
| 95º  | Chivas Guadalajara       | 2       | -                                                                                         | -                                                     | 2 Liga dos Campeões da CONCACAF |
| 95º  | León                     | 2       | -                                                                                         | -                                                     | 1 Liga dos Campeões da CONCACAF 1 Copa das Ligas |
| 95º  | Necaxa                   | 2       | -                                                                                         | -                                                     | 1 Liga dos Campeões da CONCACAF 1 Recopa da CONCACAF |
| 95º  | Toluca                   | 2       | -                                                                                         | -                                                     | 2 Liga dos Campeões da CONCACAF |
| 95º  | Shooting Stars FC        | 2       | -                                                                                         | -                                                     | 1 Copa da CAF 1 Recopa Africana |
| 95º  | Waitakere United         | 2       | -                                                                                         | -                                                     | 2 Liga dos Campeões da OFC |
| 95º  | PSV Eindhoven            | 2       | -                                                                                         | -                                                     | 1 Liga dos Campeões da UEFA 1 Liga Europa |
| 95º  | Cienciano                | 2       | -                                                                                         | -                                                     | 1 Copa Sul-Americana 1 Recopa Sul-Americana |
| 95º  | Benfica                  | 2       | -                                                                                         | -                                                     | 2 Liga dos Campeões da UEFA |
| 95º  | Dordoi-Dynamo            | 2       | -                                                                                         | -                                                     | 2 AFC Challenge League |
| 95º  | Steaua Bucuresti         | 2       | -                                                                                         | -                                                     | 1 Liga dos Campeões da UEFA 1 Supercopa Europeia |
| 95º  | Zenit São Petersburgo    | 2       | -                                                                                         | -                                                     | 1 Liga Europa 1 Supercopa Europeia |
| 95º  | Estrela Vermelha         | 2       | 1 Copa Intercontinental                                                                   | -                                                     | 1 Liga dos Campeões da UEFA |
| 95º  | Göteborg                 | 2       | -                                                                                         |                                                       | 2 Liga Europa |
| 95º  | Transvaal                | 2       | -                                                                                         | -                                                     | 2 Liga dos Campeões da CONCACAF |
| 95º  | Defence Force            | 2       | -                                                                                         | -                                                     | 2 Liga dos Campeões da CONCACAF |
| 95º  | Club Africain            | 2       | -                                                                                         | 1 Campeonato Afro-Asiático                            | 1 Liga dos Campeões da CAF |
| 95º  | Galatasaray              | 2       | -                                                                                         | -                                                     | 1 Liga Europa 1 Supercopa Europeia |
| 150º | Kaizer Chiefs            | 1       | -                                                                                         | -                                                     | 1 Recopa Africana |
| 150º | Bayer Leverkusen         | 1       | -                                                                                         | -                                                     | 1 Liga Europa |
| 150º | Karlsruher               | 1       | -                                                                                         | -                                                     | 1 Copa Intertoto |
| 150º | Magdeburg                | 1       | -                                                                                         | -                                                     | 1 Taça das Taças |
| 150º | Al-Ahli                  | 1       | -                                                                                         | -                                                     | 1 Liga dos Campeões da AFC |
| 150º | Al-Qadisiyah FC          | 1       | -                                                                                         | -                                                     | 1 Recopa Asiática |
| 150º | Al-Shabab                | 1       | -                                                                                         | -                                                     | 1 Recopa Asiática |
| 150º | MC Alger                 | 1       | -                                                                                         | -                                                     | 1 Liga dos Campeões da CAF |
| 150º | Rosario Central          | 1       | -                                                                                         | -                                                     | 1 Copa Conmebol |
| 150º | Talleres                 | 1       | -                                                                                         | -                                                     | 1 Copa Conmebol |
| 150º | Adelaide City            | 1       | -                                                                                         | -                                                     | 1 Liga dos Campeões da OFC |
| 150º | Central Coast Mariners   | 1       | -                                                                                         | -                                                     | 1 Copa da AFC |
| 150º | Hakoah Club Sydney       | 1       | -                                                                                         | -                                                     | 1 Recopa da Oceania |
| 150º | South Melbourne          | 1       | -                                                                                         | -                                                     | 1 Liga dos Campeões da OFC |
| 150º | Sydney                   | 1       | -                                                                                         | -                                                     | 1 Liga dos Campeões da OFC |
| 150º | Team Wellington          | 1       | -                                                                                         | -                                                     | 1 Liga dos Campeões da OFC |
| 150º | Wollongong Wolves        | 1       | -                                                                                         | -                                                     | 1 Liga dos Campeões da OFC |
| 150º | WS Wanderers             | 1       | -                                                                                         | -                                                     | 1 Liga dos Campeões da AFC |
| 150º | Mariscal Santa Cruz      | 1       | -                                                                                         | -                                                     | 1 Recopa Sul-Americana de Clubes |
| 150º | Chapecoense              | 1       | -                                                                                         | -                                                     | 1 Copa Sul-Americana |
| 150º | Oryx Douala              | 1       | -                                                                                         | -                                                     | 1 Liga dos Campeões da CAF |
| 150º | Tonnerre Yaoundé         | 1       | -                                                                                         | -                                                     | 1 Recopa Africana |
| 150º | Universidad Católica     | 1       | -                                                                                         | 1 Copa Interamericana                                 | - |
| 150º | Universidad de Chile     | 1       | -                                                                                         | -                                                     | 1 Copa Sul-Americana |
| 150º | Liaoning                 | 1       | -                                                                                         | -                                                     | 1 Liga dos Campeões da AFC |
| 150º | América de Cali          | 1       | -                                                                                         | -                                                     | 1 Copa Merconorte |
| 150º | Millonários              | 1       | -                                                                                         | -                                                     | 1 Copa Merconorte |
| 150º | Once Caldas              | 1       | -                                                                                         | -                                                     | 1 Copa Libertadores da América |
| 150º | Stade d'Abidjan          | 1       | -                                                                                         | -                                                     | 1 Liga dos Campeões da CAF |
| 150º | Stella d'Adjamé          | 1       | -                                                                                         | -                                                     | 1 Copa da CAF |
| 150º | Cartaginés               | 1       | -                                                                                         | -                                                     | 1 Liga dos Campeões da CONCACAF |
| 150º | Herediano                | 1       | -                                                                                         | -                                                     | 1 Liga da CONCACAF |
| 150º | Silkeborg IF             | 1       | -                                                                                         | -                                                     | 1 Copa Intertoto |
| 150º | Ismaily                  | 1       | -                                                                                         | -                                                     | 1 Liga dos Campeões da CAF |
| 150º | Pyramids                 | 1       | -                                                                                         | -                                                     | 1 Liga dos Campeões da CAF |
| 150º | Águila                   | 1       | -                                                                                         | -                                                     | 1 Liga dos Campeões da CONCACAF |
| 150º | Alianza FC               | 1       | -                                                                                         | -                                                     | 1 Liga dos Campeões da CONCACAF |
| 150º | Atlético Marte           | 1       | -                                                                                         | -                                                     | 1 Recopa da CONCACAF |
| 150º | FAS                      | 1       | -                                                                                         | -                                                     | 1 Liga dos Campeões da CONCACAF |
| 150º | Sharjah                  | 1       | -                                                                                         | -                                                     | 1 Copa da AFC |
| 150º | Celtic                   | 1       | -                                                                                         | -                                                     | 1 Liga dos Campeões da UEFA |
| 150º | Rangers                  | 1       | -                                                                                         | -                                                     | 1 Taça das Taças |
| 150º | Slovan Bratislava        | 1       | -                                                                                         | -                                                     | 1 Taça das Taças |
| 150º | Celta de Vigo            | 1       | -                                                                                         | -                                                     | 1 Copa Intertoto |
| 150º | Málaga                   | 1       | -                                                                                         | -                                                     | 1 Copa Intertoto |
| 150º | Zaragoza                 | 1       | -                                                                                         | -                                                     | 1 Taça das Taças |
| 150º | Columbus Crew            | 1       | -                                                                                         | -                                                     | 1 Copa das Ligas |
| 150º | Inter Miami              | 1       | -                                                                                         | -                                                     | 1 Copa das Ligas |
| 150º | Los Angeles Galaxy       | 1       | -                                                                                         | -                                                     | 1 Liga dos Campeões da CONCACAF |
| 150º | Seattle Sounders         | 1       | -                                                                                         | -                                                     | 1 Liga dos Campeões da CONCACAF |
| 150º | Auxerre                  | 1       | -                                                                                         | -                                                     | 1 Copa Intertoto |
| 150º | Bastia                   | 1       | -                                                                                         | -                                                     | 1 Copa Intertoto |
| 150º | Bordeaux                 | 1       | -                                                                                         | -                                                     | 1 Copa Intertoto |
| 150º | Guingamp                 | 1       | -                                                                                         | -                                                     | 1 Copa Intertoto |
| 150º | Lens                     | 1       | -                                                                                         | -                                                     | 1 Copa Intertoto |
| 150º | Lille                    | 1       | -                                                                                         | -                                                     | 1 Copa Intertoto |
| 150º | Lyon                     | 1       | -                                                                                         | -                                                     | 1 Copa Intertoto |
| 150º | Montpellier              | 1       | -                                                                                         | -                                                     | 1 Copa Intertoto |
| 150º | Strasbourg               | 1       | -                                                                                         | -                                                     | 1 Copa Intertoto |
| 150º | Troyes                   | 1       | -                                                                                         | -                                                     | 1 Copa Intertoto |
| 150º | Dínamo Tbilisi           | 1       | -                                                                                         | -                                                     | 1 Taça das Taças |
| 150º | Olympiacos               | 1       | -                                                                                         | -                                                     | 1 Liga Conferência |
| 150º | Municipal                | 1       | -                                                                                         | -                                                     | 1 Liga dos Campeões da CONCACAF |
| 150º | Horoya                   | 1       | -                                                                                         | -                                                     | 1 Recopa Africana |
| 150º | Haiten                   | 1       | -                                                                                         | -                                                     | 1 Liga dos Campeões da CONCACAF |
| 150º | Violette                 | 1       | -                                                                                         | -                                                     | 1 Liga dos Campeões da CONCACAF |
| 150º | Arsenal                  | 1       | -                                                                                         | -                                                     | 1 Taça das Taças |
| 150º | Everton                  | 1       | -                                                                                         | -                                                     | 1 Taça das Taças |
| 150º | Fulham                   | 1       | -                                                                                         | -                                                     | 1 Copa Intertoto |
| 150º | Ipswich Town             | 1       | -                                                                                         | -                                                     | 1 Liga Europa |
| 150º | Newcastle                | 1       | -                                                                                         | -                                                     | 1 Copa Intertoto |
| 150º | PAS Tehran               | 1       | -                                                                                         | -                                                     | 1 Liga dos Campeões da AFC |
| 150º | Persepolis               | 1       | -                                                                                         | -                                                     | 1 Recopa Asiática |
| 150º | Hapoel Tel-Aviv          | 1       | -                                                                                         | -                                                     | 1 Liga dos Campeões da AFC |
| 150º | Atalanta                 | 1       | -                                                                                         | -                                                     | 1 Liga Europa |
| 150º | Bologna                  | 1       | -                                                                                         | -                                                     | 1 Copa Intertoto |
| 150º | Fiorentina               | 1       | -                                                                                         | -                                                     | 1 Taça das Taças |
| 150º | Napoli                   | 1       | -                                                                                         | -                                                     | 1 Liga Europa |
| 150º | Perugia                  | 1       | -                                                                                         | -                                                     | 1 Copa Intertoto |
| 150º | Roma                     | 1       | -                                                                                         | -                                                     | 1 Liga Conferência |
| 150º | Sampdoria                | 1       | -                                                                                         | -                                                     | 1 Taça das Taças |
| 150º | Udinese                  | 1       | -                                                                                         | -                                                     | 1 Copa Intertoto |
| 150º | Arnett Gardens           | 1       | -                                                                                         | -                                                     | 1 Taça Caribenha |
| 150º | Cavalier                 | 1       | -                                                                                         | -                                                     | 1 Copa Caribenha |
| 150º | FC Tokyo                 | 1       | -                                                                                         | 1 Levain Cup-Sudamericana Final                       | - |
| 150º | Gamba Osaka              | 1       | -                                                                                         | -                                                     | 1 Liga dos Campeões da AFC |
| 150º | JEF United Chiba         | 1       | -                                                                                         | -                                                     | 1 Liga dos Campeões da AFC |
| 150º | Kashiwa Reysol           | 1       | -                                                                                         | 1 Levain Cup-Sudamericana Final                       | - |
| 150º | Shimizu S-Pulse          | 1       | -                                                                                         | -                                                     | 1 Recopa Asiática |
| 150º | Shonan Bellmare          | 1       | -                                                                                         | -                                                     | 1 Recopa Asiática |
| 150º | Tokyo Verdy              | 1       | -                                                                                         | -                                                     | 1 Liga dos Campeões da AFC |
| 150º | Shabab Al Ordon          | 1       | -                                                                                         | -                                                     | 1 Copa da AFC |
| 150º | Qadsia SC                | 1       | -                                                                                         | -                                                     | 1 Copa da AFC |
| 150º | Al-Ahed                  | 1       | -                                                                                         | -                                                     | 1 Copa da AFC |
| 150º | Johor Darul Ta'zim       | 1       | -                                                                                         | -                                                     | 1 Copa da AFC |
| 150º | Stade Malien             | 1       | -                                                                                         | -                                                     | 1 Copa das Confederações da CAF |
| 150º | FUS Rabat                | 1       | -                                                                                         | -                                                     | 1 Copa das Confederações da CAF |
| 150º | Kawkab Marrakech         | 1       | -                                                                                         | -                                                     | 1 Copa da CAF |
| 150º | Club Franciscain         | 1       | -                                                                                         | -                                                     | 1 Taça Caribenha |
| 150º | Atlético Español         | 1       | -                                                                                         | -                                                     | 1 Liga dos Campeões da CONCACAF |
| 150º | Leones Negros UdeG       | 1       | -                                                                                         | -                                                     | 1 Liga dos Campeões da CONCACAF |
| 150º | Puebla                   | 1       | -                                                                                         | -                                                     | 1 Liga dos Campeões da CONCACAF |
| 150º | Tecos                    | 1       | -                                                                                         | -                                                     | 1 Recopa da CONCACAF |
| 150º | Tigres UANL              | 1       | -                                                                                         | -                                                     | 1 Liga dos Campeões da CONCACAF |
| 150º | Yadanarbon               | 1       | -                                                                                         | -                                                     | 1 AFC Challenge League |
| 150º | BCC Lions                | 1       | -                                                                                         | -                                                     | 1 Recopa Africana |
| 150º | Bendel Insurance         | 1       | -                                                                                         | -                                                     | 1 Copa da CAF |
| 150º | Enugu Rangers            | 1       | -                                                                                         | -                                                     | 1 Recopa Africana |
| 150º | Hienghène Sport          | 1       | -                                                                                         | -                                                     | 1 Liga dos Campeões da OFC |
| 150º | Al-Seeb                  | 1       | -                                                                                         | -                                                     | 1 Copa da AFC |
| 150º | Hekari United            | 1       | -                                                                                         | -                                                     | 1 Liga dos Campeões da OFC |
| 150º | Bayamón                  | 1       | -                                                                                         | -                                                     | 1 Taça Caribenha |
| 150º | Braga                    | 1       | -                                                                                         | -                                                     | 1 Copa Intertoto |
| 150º | Sporting                 | 1       | -                                                                                         | -                                                     | 1 Taça das Taças |
| 150º | Gor Mahia                | 1       | -                                                                                         | -                                                     | 1 Recopa Africana |
| 150º | Motema Pembe             | 1       | -                                                                                         | -                                                     | 1 Recopa Africana |
| 150º | Vita Club                | 1       | -                                                                                         | -                                                     | 1 Liga dos Campeões da CAF |
| 150º | AC Léopards              | 1       | -                                                                                         | -                                                     | 1 Copa das Confederações da CAF |
| 150º | CARA Brazzaville         | 1       | -                                                                                         | -                                                     | 1 Liga dos Campeões da CAF |
| 150º | CSKA Moscou              | 1       | -                                                                                         | -                                                     | 1 Liga Europa |
| 150º | Al-Ittihad Aleppo        | 1       | -                                                                                         | -                                                     | 1 Copa da AFC |
| 150º | Al-Jaish                 | 1       | -                                                                                         | -                                                     | 1 Copa da AFC |
| 150º | Al-Merreikh              | 1       | -                                                                                         | -                                                     | 1 Recopa Africana |
| 150º | Taiwan Power Company     | 1       | -                                                                                         | -                                                     | 1 AFC Challenge League |
| 150º | Istiklol                 | 1       | -                                                                                         | -                                                     | 1 AFC Challenge League |
| 150º | Bizertin                 | 1       | -                                                                                         | -                                                     | 1 Recopa Africana |
| 150º | Arkadag                  | 1       | -                                                                                         | -                                                     | 1 AFC Challenge League |
| 150º | Balkan                   | 1       | -                                                                                         | -                                                     | 1 AFC Challenge League |
| 150º | HTTU Asgabat             | 1       | -                                                                                         | -                                                     | 1 AFC Challenge League |
| 150º | Shakhtar Donetsk         | 1       | -                                                                                         | -                                                     | 1 Liga Europa |
| 150º | Nasaf Qarshi             | 1       | -                                                                                         | -                                                     | 1 Copa da AFC |
| 150º | Power Dynamos            | 1       | -                                                                                         | -                                                     | 1 Recopa Africana |
| ---- | ------------------------ | ------- | ----------------------------------------------------------------------------------------- | ----------------------------------------------------- | --- |

## Dados importantes
- No âmbito mundial apenas 16 times no mundo inteiro conquistaram dez ou mais títulos internacionais oficiais (7 pela UEFA, 4 pela CONMEBOL, 3 pela CAF e 1 pela CONCACAF e 1 pela OFC).
- Ao todo, 271 clubes foram campeões internacionais.